# Assassinat d'André Cools
L’assassinat d'André Cools, homme politique belge, membre du Parti socialiste et bourgmestre de Flémalle, eut lieu le jeudi 18 juillet 1991 à Cointe (Liège) à 7 h 25. Cet assassinat a valu trois procès d'assises en Belgique, n'a jamais réellement été élucidé. C'est l'une des plus grandes affaires politico-criminelles de l'histoire de Belgique. 

## Chronologie
André Cools est assassiné le 18 juillet 1991 à 7h25, alors qu'il s'apprêtait à monter dans sa voiture. Il est touché par deux balles, sur l'avenue de l'Observatoire (domaine de la Tourelle) et meurt sur place peu après. Sa compagne est gravement blessée.
Une cellule spéciale composée de six agents de la police judiciaire et criminelle dite « cellule Cools » est mise en place à la suite de cet assassinat, et placée sous tutelle de la juge Ancia, ce juge étant en faction de garde lors des faits.
Le 1er juin 1994, le juge Connerotte a délivré un mandat d'arrêt contre Silvio de Benedictis, un commerçant de La Louvière qui a déjà auparavant été inculpé dans l'affaire des titres volés. Le juge Connerotte est dessaisi de l'instruction.
Deux personnes d'origine tunisienne ont été condamnées en juin 1998 pour avoir perpétré l'assassinat d'André Cools et la tentative d'assassinat de sa compagne, ils ont purgé une peine de vingt ans de prison à Tunis pour ces faits.
Les deux meurtriers, Ben El Amine Abdelmajid et Ben Rajib Abdeljalil, avaient été engagés par la mafia italienne pour un travail saisonnier à Agrigente, en Sicile, lors de la récolte des agrumes. André Cools leur avait été présenté comme un revendeur de drogue.
En 2004, Richard Taxquet, ancien secrétaire particulier du ministre Alain Van der Biest, Pino di Mauro, ancien chauffeur du ministre, Cosimo Solazzo et Domenico Castellino ont été condamnés à 20 ans de prison pour avoir organisé cet assassinat, tandis que Luigi Contrino et Carlo Todarello ont écopé de cinq ans de prison,,,. Le suicide d'Alain Van der Biest en 2002 a éteint la procédure judiciaire à son encontre.
Les enquêtes menées sur cet assassinat ont notamment conduit aux dossiers Agusta et Dassault, deux scandales politico-financiers belges portant sur des contrats d'armement entachés par le versement de pots-de-vin aux deux partis socialistes, le flamand et le francophone. Cela avait conduit à de multiples démissions de figures socialistes des années 1990.